# Angiolo Del Lungo (giornalista)
Angiolo Del Lungo (La Spezia, 30 dicembre 1900 – Roma, 10 febbraio 1986) è stato un giornalista italiano, direttore di periodici agricoli, e collaboratore di molti quotidiani italiani, divulgatore in materia di frutticoltura, giardinaggio, floricoltura e ornitologia.

## Biografia
Nipote del dantista Isidoro Del Lungo e figlio del fisico Carlo Del Lungo, sin da bambino dimostrò passione per l'osservazione naturalistica e per la pratica giornalistica, scrivendo, illustrando e diffondendo tra familiari e amici giornalini periodici, di solito a sfondo umoristico. Laureatosi in agraria a Pisa nel 1922, dopo varie esperienze nelle Cattedre ambulanti di agricoltura e presso  l'Istituto sperimentale di frutticoltura a Roma, nel 1929 sposò Mercedes Giacchetti dalla quale ebbe nove figli.
Nel 1930 ricevette l'incarico di redattore capo della Domenica dell'Agricoltore,settimanale illustrato supplemento de Il Popolo d'Italia e fondato da Arnaldo Mussolini. Tenne questo incarico sino alla caduta del fascismo nel 1943.
Nel 1945 fondò con Sabatino Papa Terra e Sole, rivista mensile di agricoltura pratica e meccanica agraria e ne assunse la direzione, che mantenne fino a tutto il 1970.
Fu, prima e dopo la guerra, collaboratore fisso di molti quotidiani e settimanali italiani, quali Il Tempo, il Giornale d'Italia, Il Giornale d'Italia agricolo, La Stampa e curò per molti anni la rubrica domenicale agricola della RAI.
Pubblicò numerosi manuali tecnici di orticoltura, frutticoltura, giardinaggio, ornitologia e curò anche alcuni documentari cinematografici per il Ministero dell'agricoltura e delle foreste.

## Opere
- G.Girardi (coautore) Le camelie: storia, coltivazione e varietà, Milano 1928, Hoepli.
- G.Girardi (coautore) L'arte di coltivare i fiori, Catania 1928, Francesco Battiato Editore.
- Le conifere nei boschi e nei giardini, Catania 1929, Francesco Battiato Editore.
- I frangiventi e la loro efficacia, Piacenza 1930, tipografia Federazione Italiana dei Consorzi Agrari.
- Le siepi vive, siepi da difesa, siepi ornamentali, siepi tagliavento, Catania 1930, Francesco Battiato Editore.
- Gli uccelli amici dell'agricoltore con prefazione del senatore Arturo Marescalchi e introduzione dell'on.Tito Poggi, Roma 1933, sindacato fascista Tecnici Agricoli.
- Lotta per l'esistenza in un giardino abbandonato, Firenze 1934, tipografia Mariano Ricci.
- La foca monaca (Monaca albiventer Bodd.) nei mari di Sardegna, Roma 1935, Edizioni Enzo Pinci.
- Erbe mangerecce, Roma 1935, Ramo Editoriale degli Agricoltori.
- Tempi nuovi in frutticoltura , Firenze 1936, tipografia Mariano Ricci.
- Siepi e frangiventi Roma 1936, Ramo Editoriale degli Agricoltori.
- Abitatori alati dei parchi e dei monumenti di Roma, Roma 1937, estratto da Rassegna faunistica, n°4.
- La potatura degli alberi ornamentali, Roma 1938, Ramo Editoriale degli Agricoltori.
- Il prato-bosco: ceduo intensivo per la produzione di carbone-carburante, Roma 1939, Ramo Editoriale degli Agricoltori.
- Vita intima di un grande giornale di propaganda agricola, Milano 1940, Arti Grafiche Stefano Pinelli
- 40 ortaggi poco noti , Roma 1942, Società Anonima Editrice Dante Alighieri.
- La zolla e il seme, manuale di agraria per gli istituti magistrali e per le altre scuole medie, Roma 1953, Organizzazione Editoriale Tipografica.
- La flora nelle sculture della fontana di Trevi in Capitolium, rassegna del Comune di Roma, anno XXIII, n.8.1953.
- Vita intima dei periodici agricoli, Roma 1957, Unione Stampa periodica Italiana, presso il Consiglio Nazionale delle Ricerche.
- Un anno nell'orto, Roma 1967, RAI Radiotelevisione Italiana, Edizioni ERI.
- I nostri amici alati, prontuario per la protezione degli uccelli, Bologna 1970, Edagricole.